# Quercus humboldtii
El roure colombià o roure andí (Quercus humboldtii) és una espècie de roure que pertany a la família de les fagàcies. Està classificada en la secció dels roures vermells d'Amèrica del Nord, Centreamèrica i el nord d'Amèrica del Sud que tenen els estils llargs, les glans maduren en 18 mesos i tenen un sabor molt amarg. Les fulles solen tenir lòbuls amb les puntes afilades, amb truges o amb pues en el lòbul.

## Descripció
És un arbre perenne, que creix fins a una altura de 25 m i un diàmetre d'un metre. La seva escorça és grisa vermellosa o grisa i amb fissures en escates com a quadrícules Les fulles són simples, alternes i lanceolades, de 10 a 20 cm de longitud i agrupades en els extrems de les branques. Les flors són petites, grogues i unisexuals, amb inflorescència en raïm. El fruit és de color castany clar, una càpsula ovoide o de gla, amb pericarpi coriaci, de 20 a 25 mm de diàmetre i 50 a 70 mm de llarg, sobre una cúpula escamosa. L'interior de la closca de la gla és pelut.

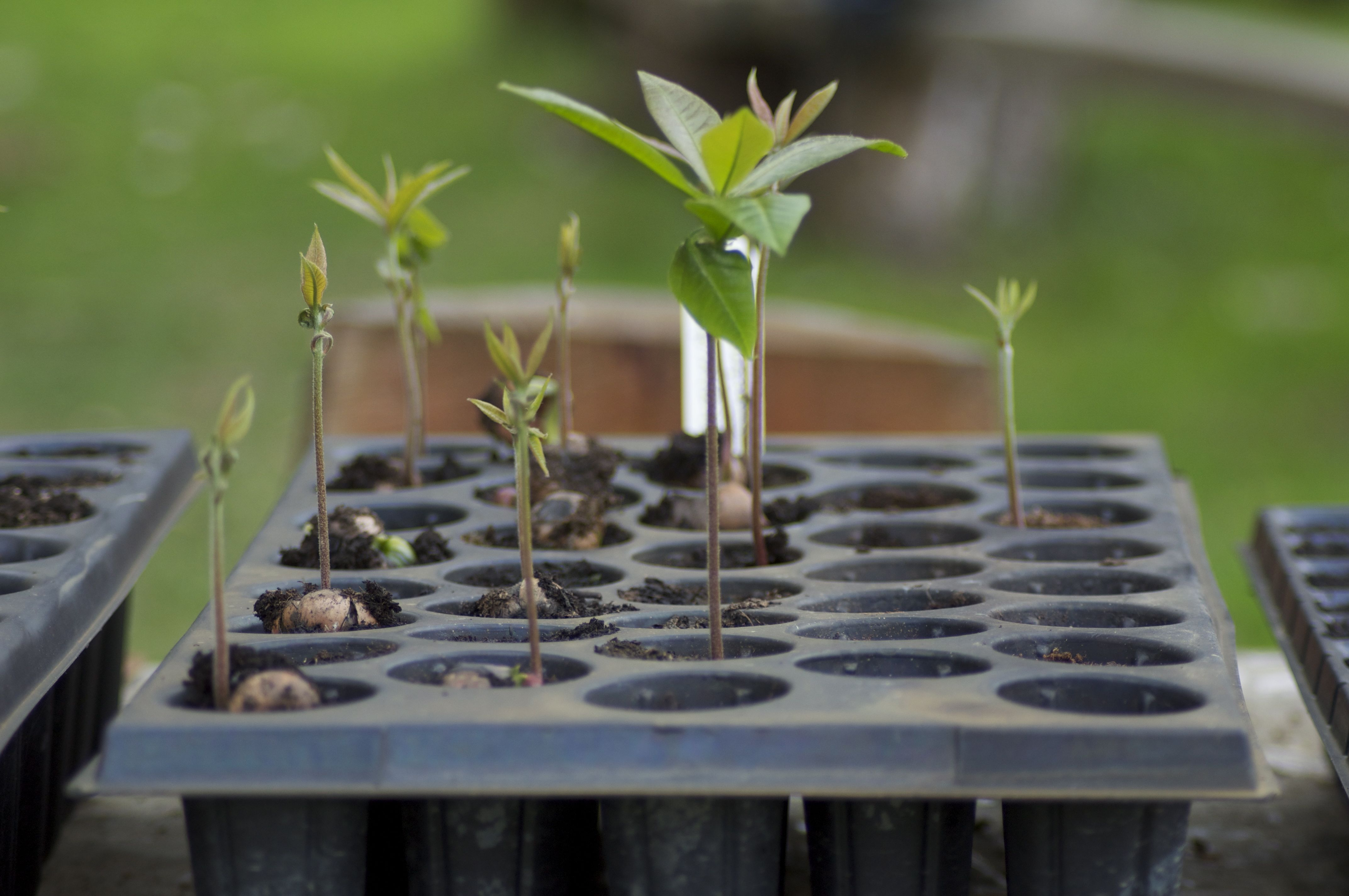
Planters

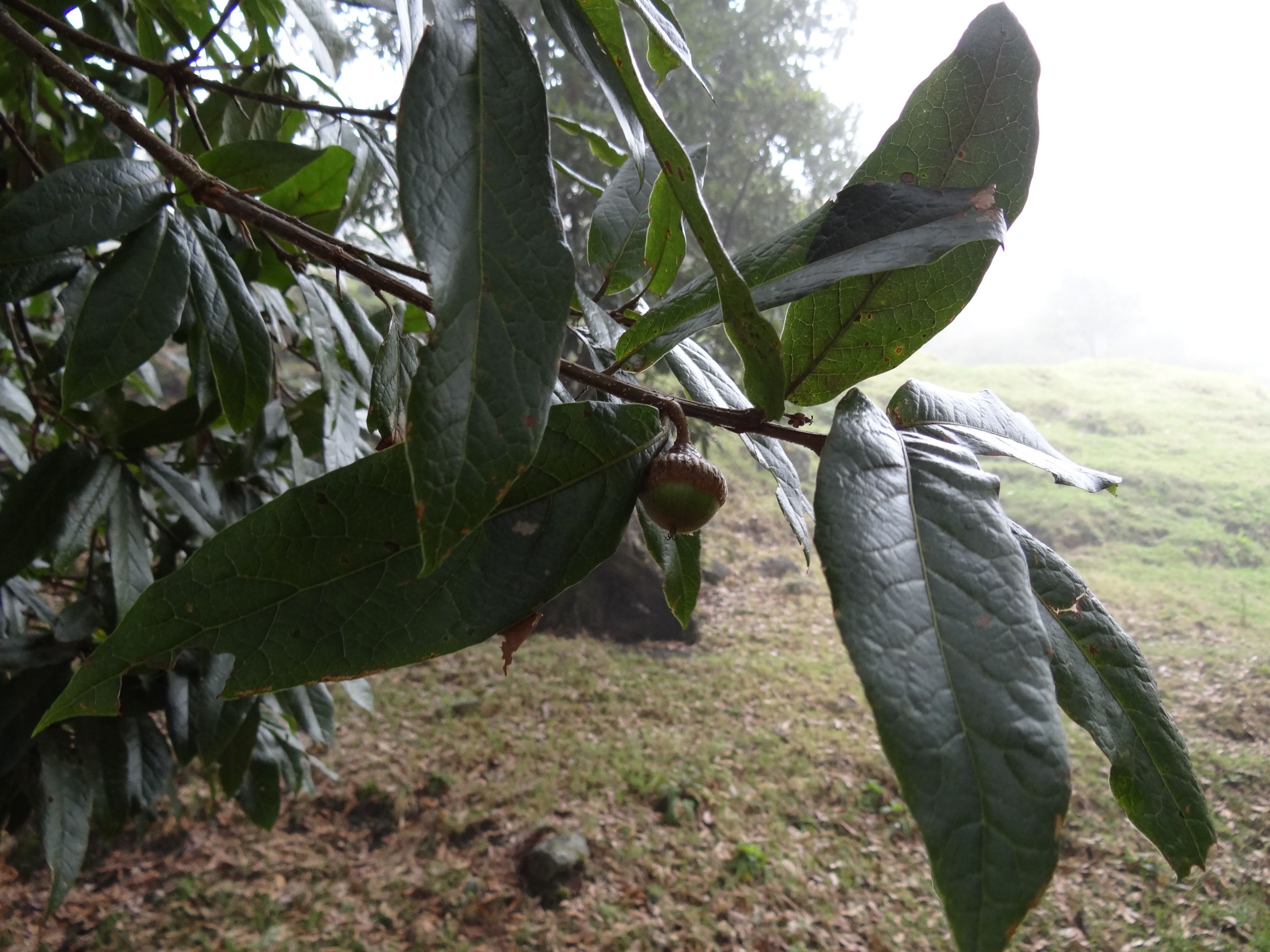
Fulles

## Hàbitat
És endèmic de les terres altes dels Andes, al nord de Sud-amèrica, amb un rang altitudinal entre 1.000 i 3.200 msnm. Creix en l'altiplà andí, on la temperatura mitjana anual és de 16 a 24 °C i la precipitació mitjana anual de 1500 a 2500 mm. Es pot trobar en sòls moderadament fèrtils i profunds, així com en sòls degradats, preferint sòls poc profunds, amb una gruixuda capa d'humus.

## Taxonomia
Quercus humboldtii va ser descrita per Aimé Bonpland i publicat a Plantae Aequinoctiales 2: 155, pl. 130. 1809.
Etimologia
Quercus: nom genèric del llatí que designava igualment al roure i a l'alzina.
humboldtii: epítet atorgat en honor del botànic alemany Alexander von Humboldt.
Sinonímia

- Erythrobalanus humboldtii (Bonpl.) O.Schwarz
- Erythrobalanus lindenii (A.dc.) O.Schwarz
- Erythrobalanus tolimensis (Bonpl.) O.Schwarz
- Quercus almaguerensis Bonpl.
- Quercus humboldtii Kotschy ex A.dc.
- Quercus humboldtii var. lehmanniana Hieron. exTrel.
- Quercus lindenii A.dc.
- Quercus tolimensis Bonpl.[4][5]